# Tetratomidae
Tetratomidae es una  familia de coleópteros polífagos. La familia consiste en varios géneros que estaban en la familia  Melandryidae.
Son  escarabajos asociados a los árboles muertos infectados de hongos donde habitan y donde las larvas se desarrollan.  La especie más común en Europa es Tetratoma fungorum, oval de 3 mm de largo con tórax, patas y segmentos de las antenas de color naranja, el resto es de color negro.

## Géneros
- Subfamilia: Eustrophinae
  - Tribu: Eustrophini
    - Géneros: Eustrophopsis - Eustrophus - Synstrophus

  - Tribu: Holostrophini
  - Géneros: Holostrophus - Pseudoholostrophus
- Subfamilia: Hallomeninae
  - Géneros: Hallomenus - Mycetoma
- Subfamilia: Penthinae 
  - Géneros: Cyanopenthe - Penthe
- Subfamilia: Piseninae 
  - Géneros: Notopisenus - Pisenus - Triphyllia
- Subfamilia: Tetratominae
  - Géneros: ?Sphalma - Tetratoma